# 凯特·金瑟
凯特·金瑟（英語：Kate Gynther，1982年7月5日—），出生於昆士蘭州首府布里斯班，澳大利亞女子水球运动员，亦為澳大利亞國家女子水球隊成員。

## 簡歷
2006年，金瑟出戰中國天津舉行的女子水球世界盃，協助國家隊奪得冠軍。
2008年，金瑟代表澳大利亞參加北京奥运会女子水球比賽，贏得銅牌。此前，她在與中國隊對戰時攻入五球，其後又在對陣美國和匈牙利時各攻入三球，最終憑13個進球，成為賽事排名第二位的射手。
2012年，金瑟代表澳大利亞參加英國倫敦舉行的奥林匹克运动会女子水球比賽，再次在铜牌争夺赛中力克匈牙利队，贏得銅牌。

## 個人生活
凯特·金瑟的父親尼爾·金瑟（Neil Gynther）以前是水球運動員；此外，國家隊的隊友丽贝卡·里彭和梅利莎·里彭是她的繼姊。
在泳池以外，凯特·金瑟是一名警察，2010年畢業於昆士蘭警察法案學院（Queensland Police Service's Oxley Academy）。